# El Molino, Santiago Atitlán
El Molino är en ort i Mexiko.   Den ligger i kommunen Santiago Atitlán och delstaten Oaxaca, i den sydöstra delen av landet, 400 km sydost om huvudstaden Mexico City. El Molino ligger 1 137 meter över havet och antalet invånare är 109.
Terrängen runt El Molino är bergig åt nordväst, men åt sydost är den kuperad. El Molino ligger nere i en dal. Runt El Molino är det glesbefolkat, med 20 invånare per kvadratkilometer. Närmaste större samhälle är San Juan Juquila, 17,3 km söder om El Molino. I omgivningarna runt El Molino växer i huvudsak städsegrön lövskog.